# Leoninus van Padua

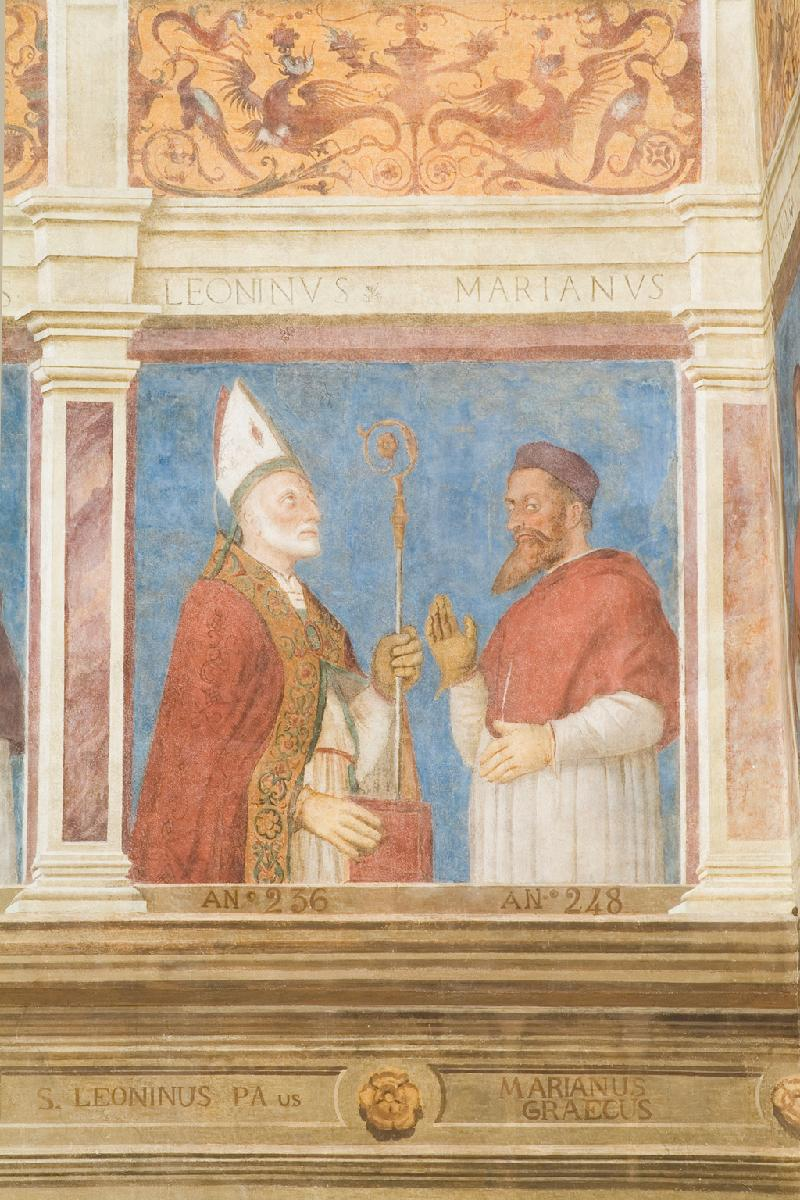
Links: Leoninus en rechts Marianus de Griek, bisschoppen van Padua

Leoninus van Padua (Italia (Romeinse Rijk), 3e eeuw) was volgens de traditie de tiende bisschop van Padua. Padua was deel van het Romeinse Rijk met naam in het Latijn Patavium. Hij is een heilige voor de Rooms-Katholieke Kerk en Orthodoxe Kerk van Italië.

## Levensloop
De bronnen over het leven van de heilige bisschop Leoninus dateren van de middeleeuwen. De eerste vermelding was in de Karolingische tijd toen Leoninus een eigen kerk in Padua kreeg. Zijn episcopaat werd gesitueerd, midden de 3e eeuw, tussen deze van Suaderus, ook Suacrus genoemd, en Marianus de Griek. Over Leoninus schreven de middeleeuwse kroniekschrijvers dat hij een arme inwoner uit Padua was, doch rijk aan deugden; in het Latijn: Patavus pauper sed virtutibus radians.
Hij werd gedood door troepen van Maximianus, keizer van Rome. Dat keizer Maximianus later leefde dan de situering van het episcopaat is een tegenspraak tussen bronnen van kroniekschrijvers. Leoninus werd begraven in de voorloper van de Basilica di Santa Giustina, namelijk in de kerk gefinancierd door Opilione. Opilione was een christelijke hoveling in Ravenna ten tijde van de Ostrogotische koning Theodorik de Grote (5e – 6e eeuw). Rond Leoninus’ graf werden mirakels gerapporteerd.

## Kerk toegewijd aan de heilige Leoninus
In de Karolingische tijd werd Leoninus' stoffelijk overschot overgebracht van de Basilica di Santa Giustina naar een nieuw opgerichte kerk aan het Prato della Valle in het centrum van Padua. De kerk werd toegewijd aan de heilige Leoninus: het betekende een toename van de heiligencultus rond de persoon van Leoninus. De kerk was verbonden met het nabij gelegen hospitium voor zieken.
Later, wanneer Padua behoorde tot de republiek Venetië, werd de kerk van Leoninus hernoemd naar de heilige Violinus. De Venetianen richtten er een school voor vroedkunde op. 
Het napoleontische bewind in het koninkrijk Italië (1805-1814) liet de kerk afbreken. Het stoffelijk overschot van Leoninus werd teruggebracht naar de Basilica di Santa Giustina.